# St. Stephanus (Ober-Wöllstadt)
Die römisch-katholische, denkmalgeschützte Pfarrkirche St. Stephanus steht in Ober-Wöllstadt, einem Ortsteil der Gemeinde Wöllstadt im Wetteraukreis in Hessen. Die Kirche gehört zum Pfarreienverbund Friedberg/Wöllstadt/Rodheim im Dekanat Wetterau-West im Bistum Mainz.

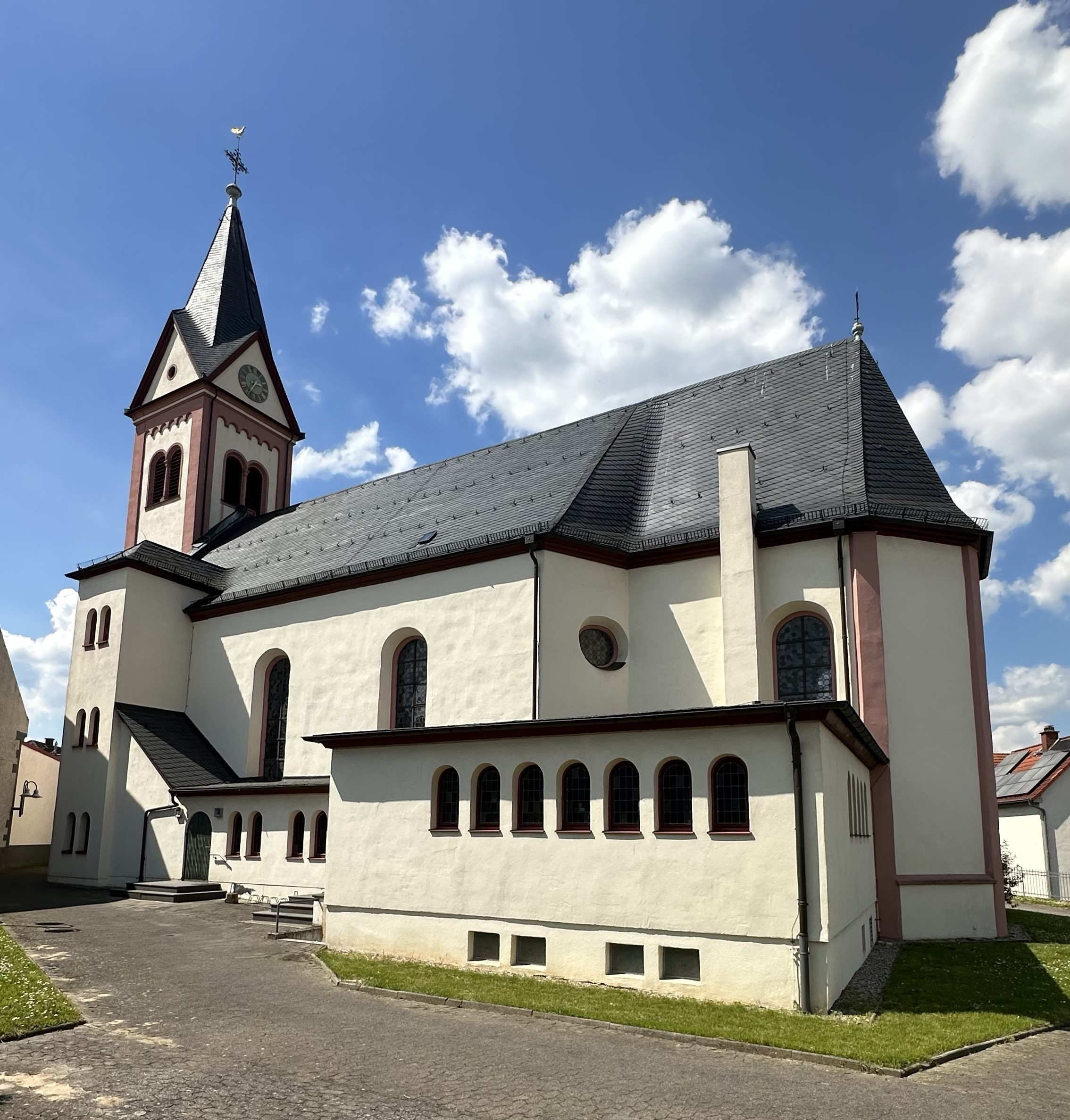
St. Stephanus in Ober-Wöllstadt

## Beschreibung
Der mittelalterliche Vorgängerbau wurde im Jahre 1753 durch die bis heute erhaltene Saalkirche ersetzt. Der eingezogene, dreiseitig abgeschlossene Chor ist auf den Vorgängerbau zurückzuführen. Der quadratische, neuromanische Kirchturm im Westen wurde 1888 angefügt. Sein oberstes Geschoss beherbergt hinter den als Biforien ausgebildeten Klangarkaden den Glockenstuhl. Hinter seinen Giebeln über dem Bogenfries an der Dachtraufe befindet sich die Turmuhr, dazwischen erhebt sich ein achtseitiger, spitzer Helm.
Die Deckenmalerei im Innenraum des Kirchenschiffs zeigt die Aufnahme des heiligen Stephanus in den Himmel. An der Brüstung der westlichen Empore sind die Porträts von Jesus Christus und der Apostel gemalt. Der Hochaltar von 1749 zeigt Bilder aus dem Leben von Stephanus. Die Orgel wurde 1992 von Josef Wilbrand gebaut.